# Як вам це сподобається
«Як вам це сподобається» (англ. As You Like It) — одна з ранніх комедій англійського письменника Вільяма Шекспіра. Написана, ймовірно, 1599 або 1600 року, але опублікована лише в так званому Першому фоліо. Сюжет п'єси засновано на пасторальному романі Томаса Лоджа «Розалінда». Саме в цей твір входить один з найвідоміших та найцитованіших шекспірівських монологів: «Весь світ — театр».

## Дійові особи
- Старий герцог, живе у вигнанні.
- Герцог Фредерік, його брат, який захопив володіння старого герцога.
- Ам'єн, Жак — вельможі, які перебувають при вигнаному герцогові.
- Ле-Бо, придворний Фредеріка.
- Шарль, борець Фредеріка.
- Олівер, Жак, Орландо — сини Роланда де Буа.
- Адам, Денніс — слуги Олівера.
- Оселок, блазень.
- Олівер Путанік, священник.
- Корін, Сільвій — пастухи.
- Вільям, сільський парубок, закоханий в Одрі.
- Особа, що зображає Гіменея.
- Розалінда, дочка вигнаного герцога.
- Селія, дочка Фредеріка.
- Феба, пастушка.
- Одрі, сільська дівчина.
- Вельможі, пажі, слуги та інші.

## Сюжет

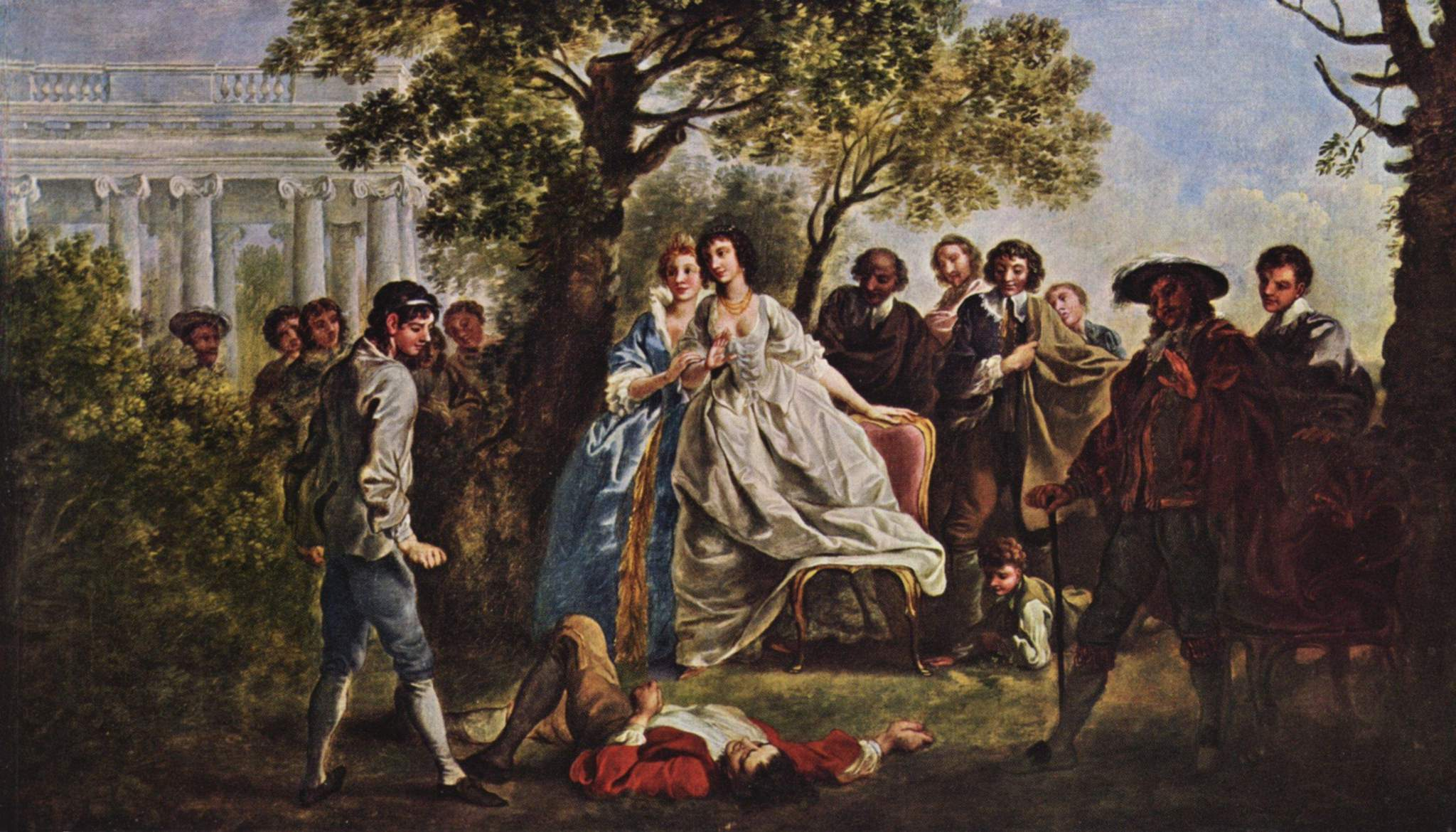
Френсіс Гейман. «Як вам це сподобається», приб.1750, Галерея Тейт

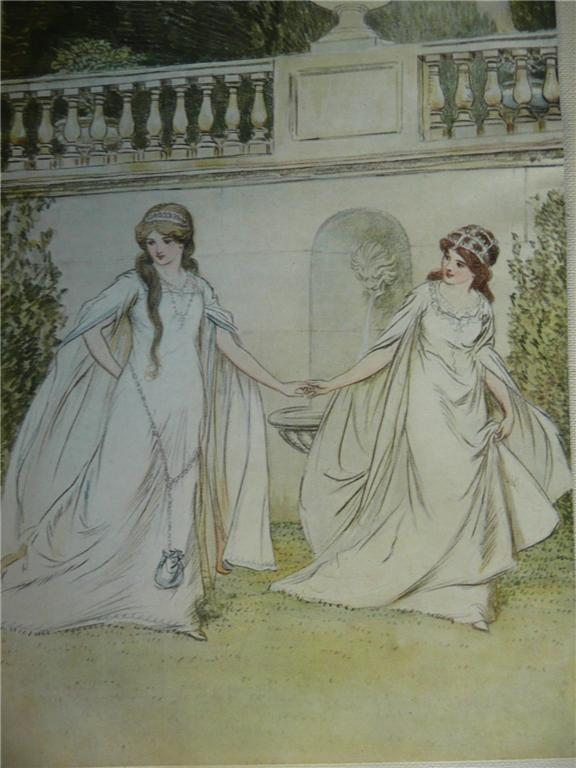
Розалінда та Селія, іл. Г'ю Томсона, 1909

Дія відбувається в неназваному французькому герцогстві, правитель якого був скинутий власним молодшим братом Фредеріком й тепер був змушений переховуватися в Арденнському лісі. Дочка попереднього герцога Розалінда, лишилася при дворі завдяки своїй дружбі з дочкою Фредеріка — Селією.

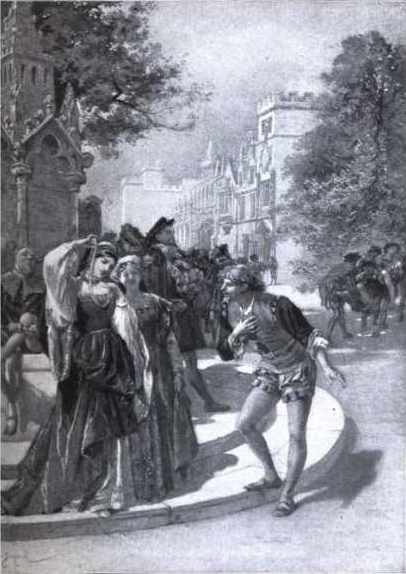
Розалінда передає ланцюг Орландо (акт I; сц. 2), іл. Еміля Байяра

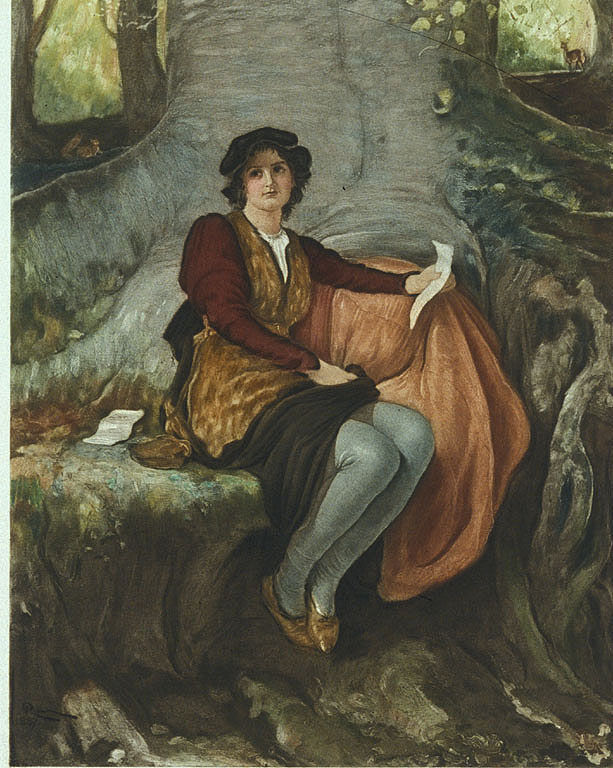
Роберт Макбет. «Розалінда», 1888

В палаці Розалінду зустрічає юний дворянин Орландо, який закохується в неї з першого погляду. Але незабаром через старшого брата Олівера він мусить тікати з батьківського дому разом з вірним слугою Адамом. Тим часом Фредерік виганяє Розалінду з палацу, й вона разом з Селією та блазнем Оселком вирушає на пошуки Старого герцога.
Розалінда, перевдягнена хлопцем на ім'я Ганімед, Селія, яка назвалась Алієною, та блазень Оселок прибувають до Арденнського лісу, де зустрічають пастухів Коріна та Сільвія. Корін скаржиться подорожнім, що після від'їзду хазяїна маєток, в якому він пасе овець, прийшов у занепад. Розалінда вирішує придбати маєток, а Корін обіцяє належним чином вести господарство.

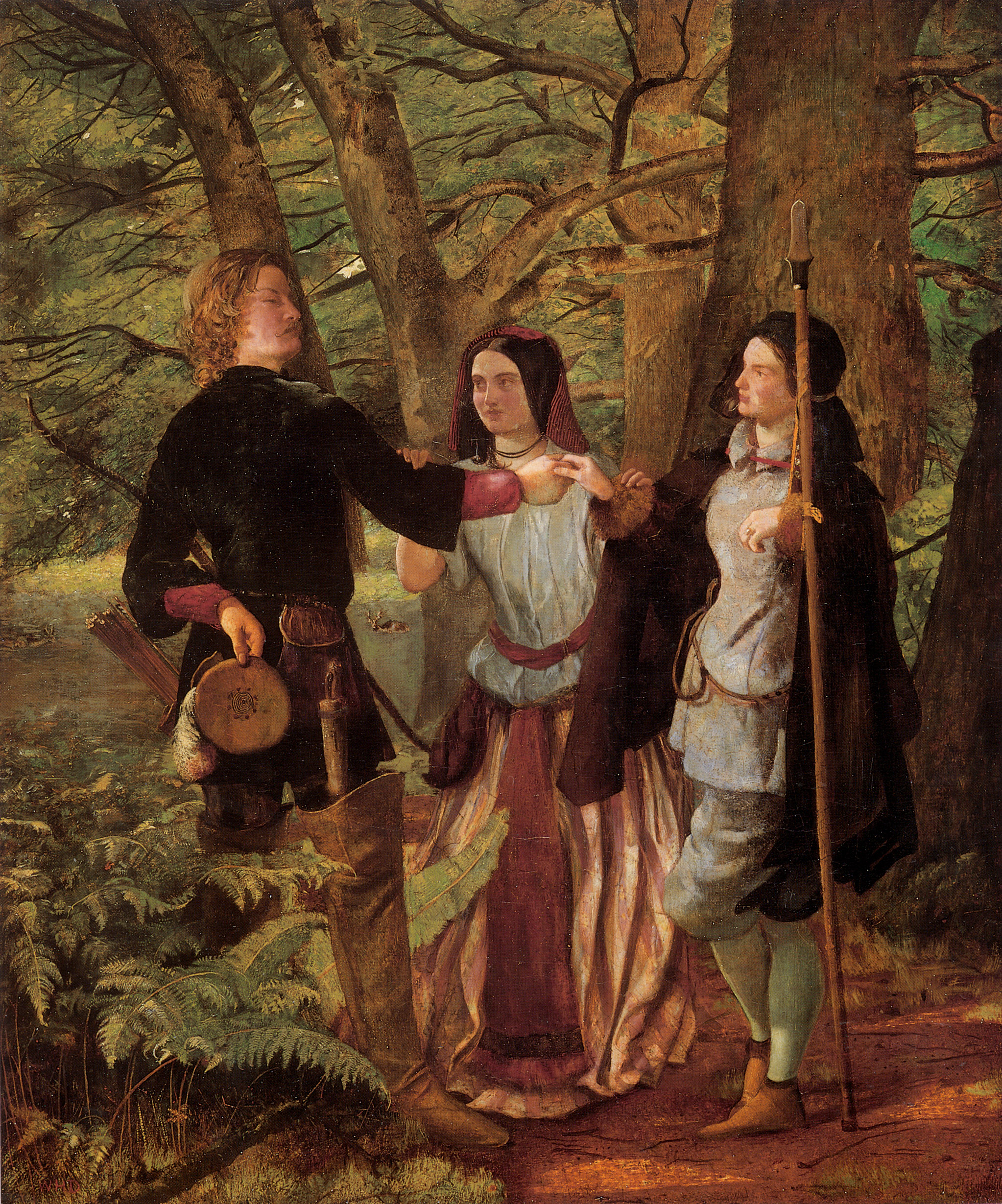
Волтер Ховелл Деверелл. «Уявне весілля Орландо та Розалінди», 1853, закінчена Данте Габріелем Россетті, Бірмінгемський музей та художня галерея, Бірмінгем

У цей час Орландо та Адам знаходять в лісі герцога й доєднуються до його почту. Орландо складає поезії про любов, присвячені Розалінді, й лишає їх на корі дерев. Незабаром він зустрічає й саму Розалінду під личиною Ганімеда. Ганімед пропонує йому допомогу в любовних справах: разом вони за ролями розігрують стосунки Орландо та Розалінди.

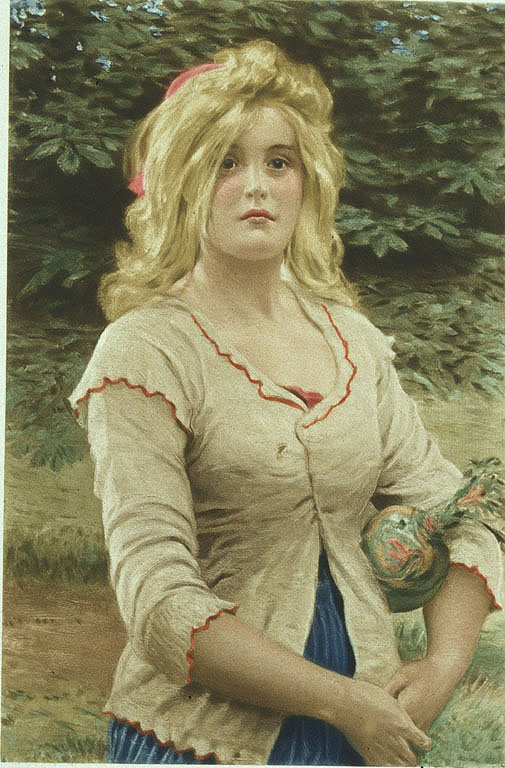
Філіп Річард Морріс. «Одрі»", 1888

Тим часом Оселок залицяється до сільської дівчини Одрі й навіть намагається одружитися з нею, але йому заважає Жак. Пастушка ж Феба не відповідає на залицяння Сільвія, й сама закохується в Ганімеда-Розалінду, чиї дорікання їй виявляються милішими.
У лісі з'являється Олівер, в якого Фредерік відібрав землю. Орландо рятує його від диких звірів, але сам отримує поранення. Олівер шкодує про своє погане ставлення до брата, і його приймають до почту Старого герцога. Незабаром він зустрічає Селію-Алієну й між ними теж спалахує кохання.
Усі персонажі збираються при дворі герцога, Розалінда постає перед ними в своєму справжньому вигляді й возз'єднується з Орландо; прозріла Феба залишається з Сільвієм. У фінальній сцені з'являється Гіменей, який вінчає всіх закоханих: Орландо та Розалінду, Олівера та Селію, Сільвія та Фебу, Оселка та Одрі. Виявляється, що Фредерік відрікся від своїх злочинів, вирішив повернути трон брату й піти в монахи. Почет герцога радіє, й лише меланхолічний Жак стає відлюдником слідом за Фредеріком.

## Кіно, ТБ
- 1936 — Як вам це сподобається (Велика Британія), режисер — Пауль Циннер
- 1978 — Як вам це сподобається (вистава BBC, режисер — Басіл Колман; Хелен Міррен — Розалінда; Джон Молдер-Браун — Гіменей; зйомки відбувалися 30 травня⁣ — ⁣16 червня в замкові Гламз, Шотландія).
- 1992 — Як вам це сподобається (Велика Британія), режисер — Крістін Едзард
- 2006 — Як вам це сподобається (Велика Британія, США), режисер Кеннет Брана